# Аренс, Рольф Дитер
Рольф Дитер Аренс (нем. Rolf-Dieter Arens; род. 16 февраля 1945, Циннвальд, ныне в составе Альтенберга, Германия) — немецкий пианист и музыкальный педагог.
Начал заниматься на фортепиано у Освина Келлера, затем в 1963—1968 гг. учился в Лейпцигской высшей школе музыки у Хайнца Фольгера (фортепиано) и Людвига Шустера (камерный ансамбль). Занимался также в мастер-классе Пауля Бадуры-Шкоды. В 1971 году был удостоен Мендельсоновской стипендии от министерства культуры ГДР. Преподавал в различных музыкальных школах Лейцпига и Веймара. C 1976 года преподавал фортепиано в Веймарской Высшей школе музыки, с 1986 года профессор, в 2001—2010 гг. ректор. В 2011 году вышел на пенсию и занял пост президента Культурного фонда Лейпцига.
В 1986—1991 гг. солист Берлинского симфонического оркестра. В 1995 году основал и возглавил камерный ансамбль «Веймарские солисты». В 1993—1999 гг. и затем вновь с 2007 г. художественный руководитель летней музыкальной академии в замке Хундисбург. С 2000 г. художественный руководитель Международного конкурса пианистов имени Ференца Листа в Веймаре.
Лауреат Премии искусств ГДР (1982), Ордена заслуг Свободного государства Тюрингия (2014).